# Zelkova sinica
Zelkova sinica là một loài thực vật có hoa trong họ Ulmaceae. Loài này được C.K. Schneid. miêu tả khoa học đầu tiên năm 1916.